# Tylöns fyrplats

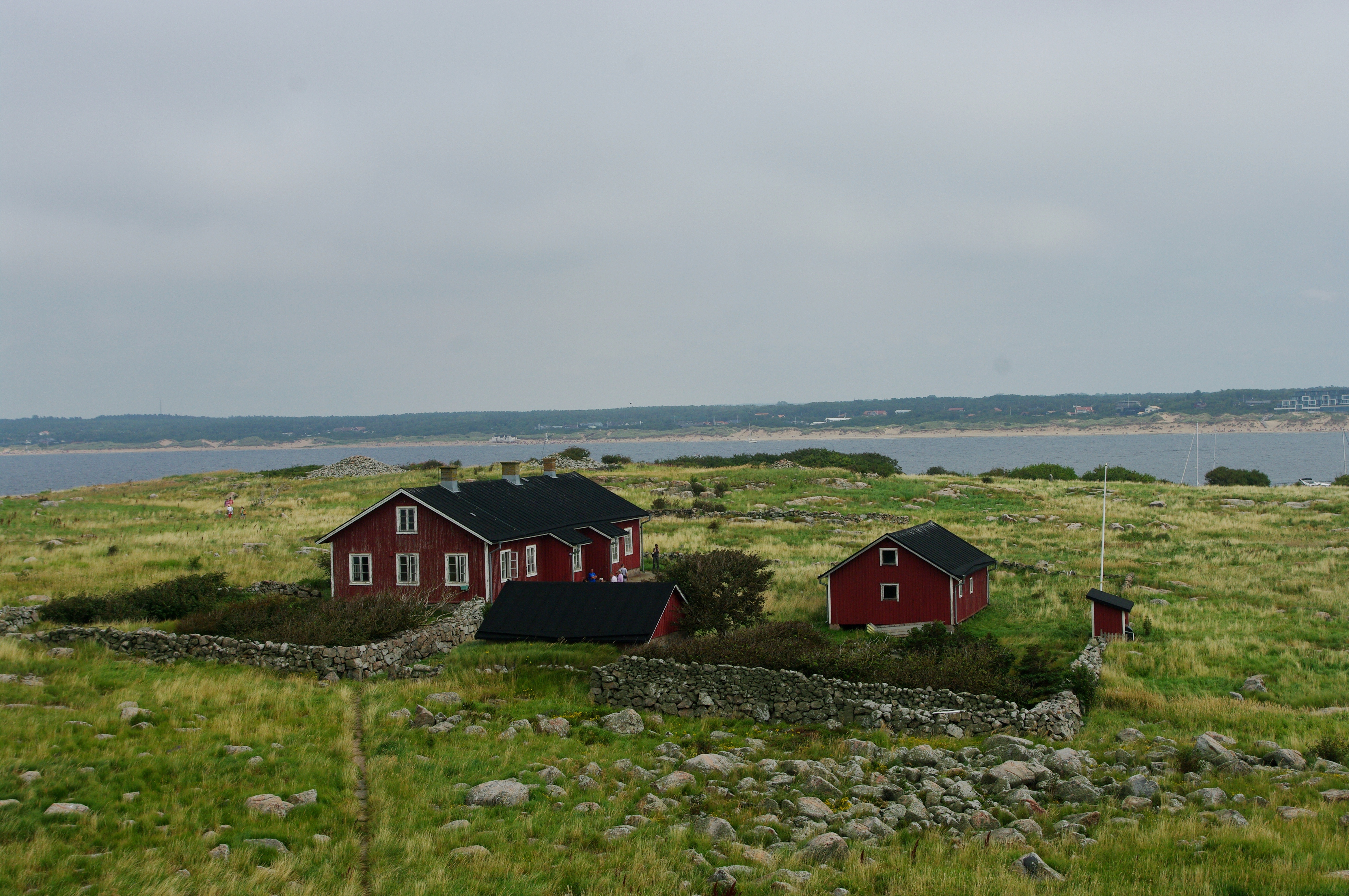
Fyrvaktarbostaden på Tylön.

Tylöns fyrplats är ett statligt byggnadsminne sedan 28 januari 1993 på Tylön utanför Halmstad. Den 13 meter höga fyren som är konstruerad av Gustav von Heidenstam blev färdig 1870. År 1968, fyra år efter att den elektrifierats, togs den ur bruk då en fjärrmanövrerad kassunfyr stod klar på Tylö grund. Därefter har fyrtornet fungerat som sjömärke. De övriga byggnaderna vid fyrplatsen uppfördes 1870–71.

## Historik
Tylön är belägen cirka 600 meter utanför Tylösand. Ön består huvudsakligen av glest ljungbeväxt berg- och klippterräng med inslag av buskskogs- och ängsmarkspartier. På öns högsta parti finns fyra bronsåldersrösen och en rest sten med en klumpsten på toppen, kallad Tylajungfrun .

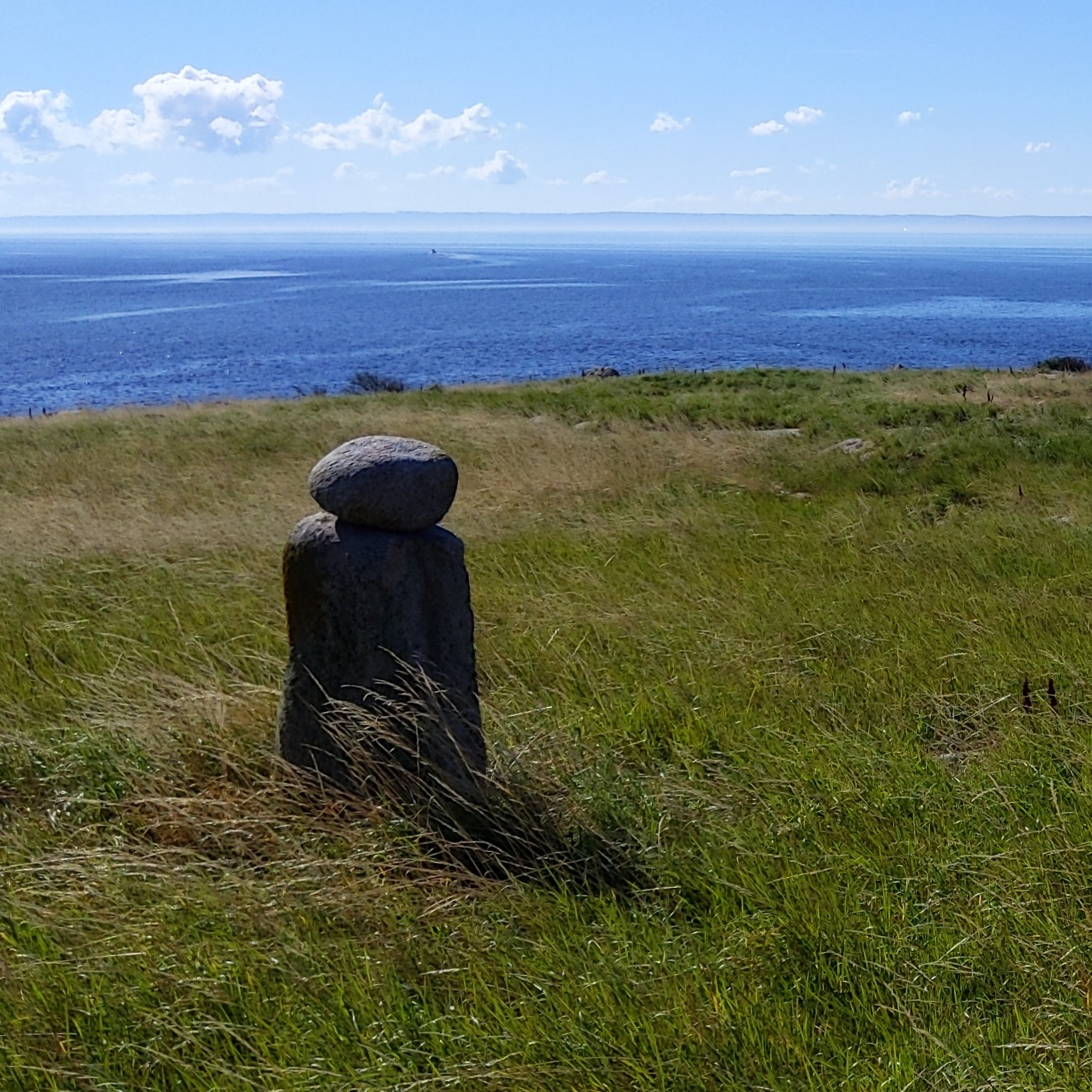
Tylajungfrun på Tylön.

Strax väster om fornlämningarna är en stenhägnad fähage med rester av två fähus av sten. Väster om dessa ligger själva fyrplatsen. Hamnen med cementerad brygga ligger vid öns västra sida. Från hamnen leder en oxelallé, planterad vid 1800-talets slut, mot väster. Allén omges av en förvildad fruktträdgård, omgiven av en stengärdsgård från 1872.
År 1870 uppfördes på Tylön ett cirka 13 meter högt, tiokantigt järntorn, målat i rödbrun kulör, med en linsapparat av tredje ordningen. Ritningarna uppgjordes av L. Fr. Lindberg. Dessutom byggdes ett bostadshus av stående spontad plank med röd locklistpanel och vita snickerier under spåntäckt brädtak. Byggnaden ritades av L. Fr. Lindberg och tillverkades av snickerifabriken Bark & Warburg i Göteborg. Vidare uppfördes ett uthus, en källare av tuktad gråsten med tegelvalv och ett dass. Dessutom anlades en brunn med brunnskar och hissverk samt gångvägar med en galvaniserad järntross till handräcke från bostadstomten till fyren. Alla byggnaderna rödfärgades och gavs spåntäckta brädtak. Ett år senare inhägnades tomten och planerades med lera och småsten.